# خارق للطبيعة (الموسم 3)
الموسم الثالث من خارق للطبيعة ، مسلسل تلفزيوني خيالي غامض أمريكي أنشأه إريك كريبك، تم عرضه لأول مرة في 4 أكتوبر 2007، واختتم في 15 مايو 2008. يسافر البطلين في جميع أنحاء أمريكا، سام (جاريد باداليكي) ودين وينشستر (جنسن أكليس) يستخدمان دفتر يوميات والدهما لمساعدتهما على الاستمرار في أعمال العائلة - إنقاذ الناس وصيد المخلوقات الخارقة للطبيعة. يبدأ الموسم مع الإخوة يتعقبون الشياطين التي تم إطلاقها من الجحيم في نهاية الموسم السابق. أصبحوا حلفاء مع شيطانة أسمها روبي (كاتي كاسيدي)، الذي تدعي معرفة طريقة لإطلاق سراح دين من ميثاقه الشيطاني - لقد باع روحه إلى شيطان وأعطي عامًا ليعيش مقابل إحياء سام - ويريد لحمايتهم من الزعيم الشيطاني الجديد ليليث. مع اقتراب الموعد النهائي لـ دين، يتم إعاقة جهودهم من قبل بيلا تالبوت (لورين كوهان)، اللصة المحترفة للعناصر الغامضة والتي غالبًا ما تكون على خلاف مع وينشستر.
في الولايات المتحدة يُذاع الموسم يوم الخميس الساعة 9:00 مساءا ET على شبكة تلفزيون CW. أمر ذا سي دبليو 22 حلقة للموسم، لكن التدخل من إضراب نقابة الكتاب الأمريكية 2007–08 حد الموسم في النهاية إلى 16 حلقة. وهكذا تم تأجيل بعض الوقائع المنظورة، الأمر الذي شعر كريبك أنه استفاد الموسم في نهاية المطاف من خلال إجبار الكتاب على التركيز على إنقاذ دين. على الرغم من تصنيفاتها المنخفضة - بلغ متوسطها حوالي 2.74 فقط مليون مشاهد أمريكي — تلقى المسلسل تجديدًا مبكرًا لموسم رابع. تلقى الموسم الثالث آراء متباينة من النقاد والمعجبين، بينما تلقى تقديم روبي وبيلا ردود فعل سلبية بشكل عام.
أصدر وارنر هوم فيديو الموسم على DVD كصندوق من خمسة أقراص تم تعيينه في المنطقة 1 في 2 سبتمبر 2008، في المنطقة 2 في 25 أغسطس 2008، وفي المنطقة 4 في 30 سبتمبر 2008. تتوفر الحلقات أيضًا من خلال بائعي التجزئة الرقميين مثل متجر آي تيونز من أبل و  مايكروسوفت أكس بوكس ستور  وخدمة التلفزيون عند الطلب من امازون.

## طاقم الممثلين

### بطولة
- جاريد باداليكي بدور سام وينشستر
- جنسن أكليس في دور دين وينشستر
- كاتي كاسيدي في دور روبي / ليليث [ا]
- لورين كوهان في دور بيلا تالبوت [ب]

### ضيف الشرف
- جيم بيفر بدور بوبي سينجر
- ستيرلينغ ك. براون بدور جوردون والكر
- مايكل ماسي بدور كوبريك

## الحلقات
في هذا الجدول، يشير الرقم الموجود في العمود الأول إلى رقم الحلقة ضمن المسلسل بأكمله، بينما يشير الرقم الموجود في العمود الثاني إلى رقم الحلقة في هذا الموسم المُحدد. يشير «عدد المشاهدين الأمريكيين بالملايين» إلى عدد الأمريكيين الذين شاهدوا الحلقة على الهواء مباشرة أو في يوم البث.
| الرقم في المسلسل | الرقم في الموسم | عنوان الحلقة                    | المخرج         | الكاتب                                                             | تاريخ العرض    | عدد المشاهدين الأمريكيين (مليون) |
| ---------------- | --------------- | ------------------------------- | -------------- | ------------------------------------------------------------------ | -------------- | -------------------------------- |
| 45               | 1               | «The Magnificent Seven»         | كيم مانرز      | إيريك كريبك                                                        | 4 أكتوبر 2007  | 2.97                             |
| 46               | 2               | «The Kids Are Alright»          | فيليب سجريتشيا | سيرا غامبل                                                         | 11 أكتوبر 2007 | 3.16                             |
| 47               | 3               | «Bad Day at Black Rock»         | روبرت سنجر     | بين إدلوند                                                         | 18 أكتوبر 2007 | 3.03                             |
| 48               | 4               | «Sin City»                      | تشارلز بيسون   | روبرت سينجر & جيريمي كارفر                                         | 25 أكتوبر 2007 | 3.02                             |
| 49               | 5               | «Bedtime Stories»               | مايكل روهل     | كاثرين همفريس                                                      | 1 نوفمبر 2007  | 3.24                             |
| 50               | 6               | «Red Sky at Morning»            | كليف بول       | لورانس أندريز                                                      | 8 نوفمبر 2007  | 3.01                             |
| 51               | 7               | «Fresh Blood»                   | كيم مانرز      | سيرا غامبل                                                         | 15 نوفمبر 2007 | 2.88                             |
| 52               | 8               | «A Very Supernatural Christmas» | جاي ميلر توبين | جيريمي كارفر                                                       | 13 ديسمبر 2007 | 3.02                             |
| 53               | 9               | «Malleus Maleficarum»           | روبرت سنجر     | بين إدلوند                                                         | 31 يناير 2008  | 2.95                             |
| 54               | 10              | «Dream a Little Dream of Me»    | ستيف بويوم     | قصة: سيرا جامبل & كاثرين همفريس النص الأصلي بواسطة: كاثرين همفريس  | 7 فبراير 2008  | 2.68                             |
| 55               | 11              | «Mystery Spot»                  | كيم مانرز      | قصة: جيريمي كارفر وإميلي ماكلولين النص الأصلي بواسطة: جيريمي كارفر | 14 فبراير 2008 | 2.97                             |
| 56               | 12              | «Jus in Bello»                  | فيليب سجريتشيا | سيرا غامبل                                                         | 21 فبراير 2008 | 3.23                             |
| 57               | 13              | «Ghostfacers»                   | فيليب سجريتشيا | بين إدلوند                                                         | 24 أبريل 2008  | 2.22                             |
| 58               | 14              | «Long Distance Call»            | روبرت سنجر     | جيريمي كارفر                                                       | 1 مايو 2008    | 2.63                             |
| 59               | 15              | «Time Is on My Side»            | تشارلز بيسون   | سيرا غامبل                                                         | 8 مايو 2008    | 2.55                             |
| 60               | 16              | «No Rest for the Wicked»        | كيم مانرز      | إيريك كريبك                                                        | 15 مايو 2008   | 3.00                             |

## إنتاج

### يصب
قدم الموسم الثالث سلسلتين نظاميتين جديدتين، وكلاهما كان يُنسب لهما دور البطولة في حلقات مختارة. صورت كاتي كاسيدي الشيطانة روبي، الذي تم إنشاؤه لتغيير مفهوم الشياطين إلى منطقة رمادية أكثر من منطقة «الأسود والأبيض»، «إنهم أشرار، نحن صالحون» النهج المستخدم سابقًا في المسلسل. وبالمثل، كان من المفترض أن تكون شخصية بيلا تالبوت التي تلعبها لورين كوهان «شخصًا لم يسبق له مثيل من قبل». تخدم نفسها بنفسها، فهي تسرق القطع الأثرية الصوفية من أجل الربح وليس لديها أي اهتمام «بدوافع الصيد الإيثارية أو المهووسة أو الانتقامية». رداً على مخاوف المعجبين بشأن الشخصيات، صرح صانع المسلسل إيريك كريبك، «[روبي وبيلا] موجودان من أجل عناصر الحبكة المهمة، لكنه ليس عرض روبي وبيلا، ولا يتعلق بأربعة منهم يتجولون في إمبالا سويا أو معا. يتعلق الأمر بالرجال». أدت أسباب الميزانية إلى استبدال كاسيدي للموسم الرابع،  بينما تمت إزالة شخصية بيلا بسبب رد فعل المعجبين السلبي.
بينما كانت هناك وجوه جديدة للموسم الثالث، تم ترحيل الكثير من الممثلين من العام السابق. عاد الممثل جيم بيفر بصفته الصياد بوبي سينجر، وشعر أن الشخصية قد نمت لتصبح أبًا بديلًا لسام ودين بمرور الوقت. عاد ريتشارد سبايت جونيور بدور المخادع في فيلم نقطة غموض، كما فعل ترافيس ويستر وأيه جيه باكلي في فيلم Ghostfacers بدور هاري سبانجلر وإد زيدمور. قام ويستر وباكلي بتصوير «نسخ متذمرة» من وينشستر،  وارتجل العديد من خطوطهم. نظر الكتاب أيضًا في إعادة تشارلز مالك ويتفيلد لدور متكرر، مع شخصيته، وكيل مكتب التحقيقات الفيدرالي فيكتور هنريكسن، يواصل البحث عن الإخوة طوال الموسم. أعلن ويتفيلد عن رغبته في الانتقال إلى فانكوفر، لكن الكتاب ذهبوا في النهاية في اتجاه مختلف. لأن خطر القبض عليه من قِبل هنريكسن يلوح في الأفق على وينشستر طوال الموسم، أراد الكتاب إنهاء الحبكة في "Jus in Bello". اقترح كريبك أن يطور غامبل شخصيته ويعمقها، «أعطه دفعة كبيرة، ثم اقتله... أو على الأقل... اقتله في الغالب». مع آخر ظهور للشخصية التي واجهها الشيطان ليليث، لاحظت غامبل أن مصير العميل هنريكسن قد ترك غامضًا، وأنها هي نفسها غير مؤكدة.
لم يكن ظهور الشخصيات الأخرى كما هو مخطط له في الأصل. ظهر ستيرلينج ك.براون للمرة الأخيرة بصفته صائد مصاصي الدماء جوردون ووكر في فيلم «الدم الطازج» بعد دور قصير في «يوم سيء في بلاك روك». كان المقصود من قصة الشخصية لهذا الموسم أن تكون أطول، لكن التزامات براون بمسلسل Lifetime Television وزوجات الجيش قد حدت من عودته إلى حلقتين فقط. تصوير فيلم المراقبون منع جيفري دين مورغان من العودة في تسلسل أحلام مثل جون وينشستر في "Dream a Little Dream of Me"،  لكن الممثل كان قادرًا على تقديم صوته في حلقة "Long Distance Call". أجبر إضراب نقابة الكتاب الأمريكية في 2007–08 الكتّاب على إلغاء حلقة تظهر عودة سامانثا فيريس بدور إيلين هارفيل في منتصف الموسم،  وحالت المفاوضات الفاشلة دون الظهور في النهاية.
تأثرت بعض خيارات الصب بالانتماءات مع الممثلين وطاقم العمل. بدأت ساندرا ماكوي، التي لعبت دور مضيفة في فيلم Crossroads Demon في "Bedtimes Stories"، في مواعدة Padalecki بعد العمل معه في فيلم Cry Wolf لعام 2005. قبل ظهورها في المسلسل، كانت قد اختبرت أداء أدوار جيسيكا مور، صديقة سام في الحلقة التجريبية؛ سارة، محبة حب لسام في حلقة الموسم الأول «المصدر»؛ وكارمن، صديقة دين في حلقة الواقع البديل للموسم الثاني «ما هو وما الذي يجب ألا يكون أبدًا». كانت تعتقد أنه بسبب علاقتها مع Padalecki ، كان طاقم الإنتاج ينتظرون حتى وصول «الدور المثالي» قبل اختيارها. تم تخصيص دور Doc Benton الخالد للممثل بيلي دراغو، الذي عمل معه المنتج التنفيذي Kim Manners سابقًا في المسلسل التلفزيوني The Adventures of Brisco County، Jr. قال دراغو، أحد محبي فرانكشتاين -الممثل بوريس كارلوف، عن الدور، «كانت هذه فرصة للعب كل من الدكتور فرانكشتاين وخلقه في وقت واحد. بدلا من خلق بعض الوحش الخالد، يجعل نفسه خالدًا. كانت هذه فرصتي لتكريم ما أعتبره أحد أعظم الممثلين في عصرنا». نظرًا للوقت اللازم لتطبيق المكياج والأطراف الصناعية المكثفة للدور، انتهى الأمر بـ Drago بما لا يقل عن 20 ساعة عمل. ومع ذلك، فقد شعر أن الحرمان من النوم أدى إلى تحسين أدائه لأن بينتون «خالد و [متحرك] طوال الوقت». اختار مانرز أيضًا مساعده، كيلي كليفر، ليلعب دور أحد ضحايا Doc Benton.

### جاري الكتابة

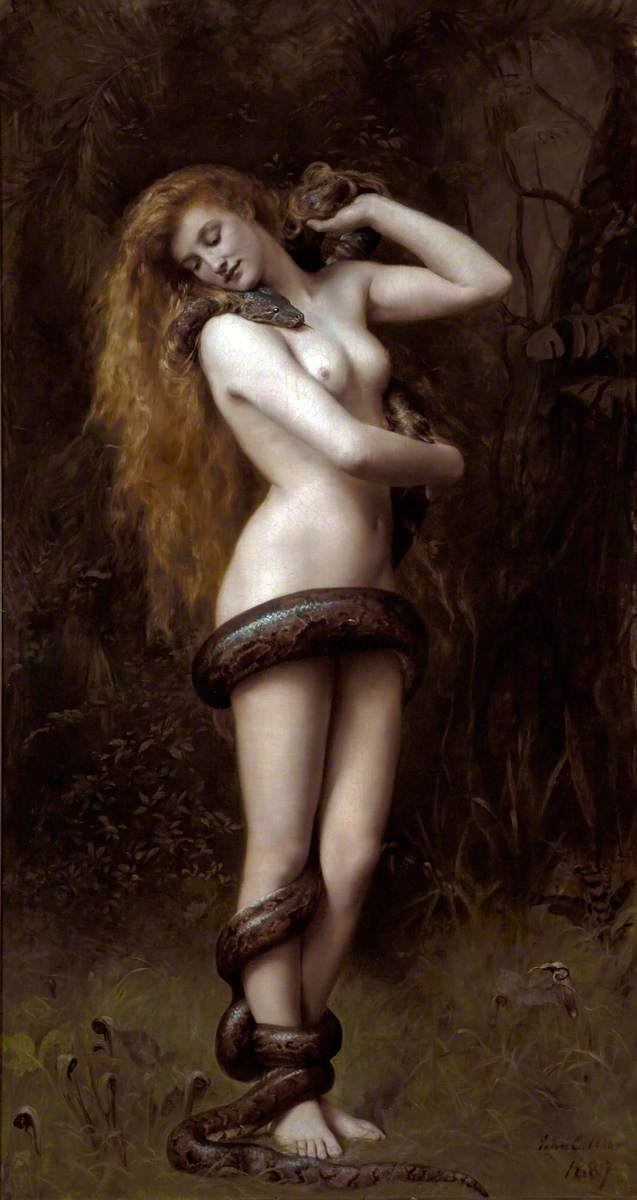
ليليث لجون كولير ، 1889. تم تقديم الشيطانة ليليث ، «مزيج من كل الأساطير المتعلقة بليليث»، لإعادة تركيز أساطير الشياطين.

للموسم الثالث، حاول كريبك وطاقم الكتابة مزج أسلوب أساطير الموسم الأول «البسيط والنقي والعاطفي» مع «شدة» حلقات الموسم الثاني المغلقة. وأشار كريبك إلى أن صفقة دين الشيطانية للموسم السابق وفرت للكتاب «الكثير من السياق العاطفي الفعال للعب به». ركزت كتابة سام على الشخصية التي تكبر من أجل دعم دين، مما يجعل الشخصية أكثر استقلالية عندما يبدأ في إدراك أن دين لن يكون موجودًا إلى الأبد؛ ومع ذلك، يتصرف دين بشكل غير ناضج لإخفاء خوفه من الذهاب إلى الجحيم، وفي النهاية يتعلم بنفسه أنه يستحق الإنقاذ. وصف كريبك أحداث الموسم، بما في ذلك الحلقات المغلقة، بأنها «متعددة الثقافات للغاية». وعلق قائلاً: «إننا نستعير من كل دين في العالم، ومن كل ثقافة. علم الكون في العرض هو أنه إذا كانت هناك أسطورة عن شيء ما في مكان ما في العالم، فهذا صحيح. إذن لديك حقًا هذا التلقيح المتبادل بين شياطين مختلفة، ومخلوقات مختلفة، وكلهم من ديانات مختلفة.» 
مع موت الشيطان عزازيل - الخصم الرئيسي للموسمين الأولين - في نهاية الموسم الثاني، أصبحت الشياطين ككل الأشرار الأساسيين في الموسم الثالث. أثار هذا إثارة الكتاب لأن الأساطير أصبحت "تقريبًا كل هذه الشياطين المختلفة وكل الأشياء المختلفة التي تفعلها الشياطين". تم الكشف عن أن الشياطين هي في الواقع أرواح البشر الفاسدة لسببين: ليس فقط "فتح الأساطير بطريقة معقدة ومثيرة للاهتمام" من خلال الإيحاء بأن الشياطين "ليست فقط أبيض وأسود" وأن "الشر المظلم" يمكن أن توجد في قلب الإنسان في ظل الظروف المناسبة "، ولكنها أيضًا كانت بمثابة تطوير لشخصية دين من خلال إظهار ما سيصبح يومًا ما في الجحيم.
انعكاس للخلايا الإرهابية، يتم تصوير الحرب الشيطانية ضد الإنسانية بشكل أساسي في الموسم الثالث من خلال مجموعات صغيرة من الشياطين تعمل بشكل مستقل. وفي هذا الصدد، علق كريبك قائلًا: «لم يكونوا منظمين بالضرورة، وكان هناك خطر في أن يكونوا في كل مكان. كل واحد له دافع مختلف.»  أعرب الاستوديو عن اعتقاده بأن المسلسل كان «خانقًا» لأنه كان به «هذان الشخصان فقط وهذه الغرف الصغيرة المخيفة»،  وأقترح أن «يُفتح الكتاب مجال القصة ويجعلوا الأمور أكثر ملحمية»  متابعة «نوع النطاق الملحمي» المصاحب لحلقات الموسم الثاني «هوليوود بابل» و «أول جهنم فواصل فضفاضة». مع وضع هذا في الاعتبار، قرر الكتاب تصوير الحرب على أنها واسعة النطاق. على الرغم من أن كريبك حذر من أن القيام بذلك سيكلف الكثير من المال، إلا أن الاستوديو أعطى مباركته لتجاوز الميزانية المخصصة. ومع ذلك، جاء العرض الأول للموسم «بطريقة تجاوزت الميزانية»، مما دفع الاستوديو إلى تغيير رأيه. لاحظ كريبك أن هذا كان له تداعيات على الموسم، وعلق قائلاً: «طوال الموسم كنا نعد بهذه الحرب الشيطانية، ولكن نظرًا لحقيقة أننا لا نملك 20 مليون دولار للحلقة، فعلينا حقًا اختيار وقت سنقوم بعرض معارك تلك الحرب».
مع مرور الوقت، شعر كريبك أن شكل الخلية الإرهابية لم يكن يعمل كما هو مخطط له، ويرجع ذلك جزئيًا إلى تفضيله للكتابة بناءً على الأساطير القديمة بدلاً من الموضوعات الحالية. في رأيه، لم يقطع الموسم شوطًا طويلًا حتى الحلقة السابعة لأن الستة الأولى كانت غارقة في مشاكل الميزانية وأساطير غامضة. لتحقيق الاستقرار في قصة الشيطان، قدم الكتاب شريرًا رئيسيًا جديدًا، حيث وجد كريبك أنه «منعش للعودة إلى أرض صلبة حيث كنت تعلم أن هناك رجلًا سيئًا وكنت تعلم أن هناك خطة». لقد كانوا لفترة من الوقت غير متأكدين من هوية الزعيم الشيطاني الجديد، وأعطوا الشخصية لقب العمل للزرقاوي خلال مراحل التخطيط. أصرت غامبل على أن تكون الشيطان أنثى، واقترحت أن تكون ليليث الأسطورية. تحول الجدل بعد ذلك إلى ما إذا كان يجب أن تكون ليليث امرأة أم فتاة صغيرة، واستقر الكتاب في النهاية على الأخيرة لأنهم وجدوا الأمر مخيفًا.
12 فقط تم إجراء الحلقات قبل أن يتم تهميش الإنتاج بسبب إضراب نقابة الكتاب الأمريكية في 2007–08 . فيما يتعلق بالحلقات الأربع الأخيرة قبل التوقف، لاحظ كريبك، «لقد وصلنا للتو إلى نقطة في قصتنا عندما بدأنا بالفعل في تكثيف الأساطير وزيادة السرعة والحجم، وأحداث القصة التي حُدثت، سواء من حيث الأساطير أو من حيث حياة الشخصيات. بدأنا في التعامل مع ذلك، وسترى الزخم المتزايد والشدة المتزايدة في هذه الحلقات الأربع.»  نظرًا لوجود احتمال عدم استئناف الإنتاج حتى الموسم الرابع، أعاد الكتاب ترتيب الحلقتين الأخيرتين؛ أصبحت "Jus in Bello"، التي أعادت تقديم حرب الشياطين تحت قيادة ليليث وكان لها «اكتساح ملحمي»، الحلقة الأخيرة بدلاً من "Mystery Spot" لتأسيس «ذروة موسم جيري مزورة».

### خزانة الملابس
أزياء الموسم من تصميم ديان ويداس. بالنسبة لشخصية روبي، استخدمت Widas نغمات داكنة لإخفائها في الظلال بشكل أفضل. تألفت خزانة ملابسها من سترات بليزر وجينز ضيق للسماح للممثلة بأن تكون أكثر نشاطًا. الممثل الأطفال نيكولاس إيليا، الذي صور ابن دين المحتمل في فيلم The Kids Are Alright ، كان من المفترض أن يبدو مثل "Little Dean". كانت Widas تنوي صنع نسخة أصغر من سترة قماشية بثلاثة أرباع ترتديها دين، لكنها انتهى بها الأمر بالعثور على سترة أخرى تم استخدامها في النهاية. تأثرت تصميمات خزانة الملابس الأخرى بموضوعات الحلقات، حيث كان الأشرار في "عيد ميلاد خارق للطبيعة" يرتدون سترات عيد الميلاد "المعسكر للغاية". بالنسبة لأزياء "Sin City"، أشار Widas إلى أن "ألوان العاطفة - البنفسجي والبرتقالي والأحمر - تم إدخالها في المزيج لخلق شعور" كل شيء يسير ". في فيلم "يوم سيئ في بلاك روك"، قام مصمم الإنتاج جون مارسينوك بتضمين أرنب في كل مشهد يتضمن فعل حظ سعيد، مثل أحد قدامى المحاربين في فيتنام يرتدي رقعة أرنب مطرزة.

### تأثيرات
لتصوير الجوانب الخارقة للطبيعة في العرض، تستخدم السلسلة التأثيرات المرئية والخاصة والمكياج بالإضافة إلى الأعمال المثيرة. التأثيرات المرئية هي قسم داخلي،  ويشرف عليه إيفان هايدن. المشهد الافتتاحي لفيلم "The Magnificent Seven" أظهر معظم سحب الشياطين في المواسم الثلاثة الأولى؛ لاحظ هايدن أن سحابة الجيش تتكون من مئات الشياطين الفردية. اعتمدت حلقة "Mystery Spot" بشكل كبير على المؤثرات المرئية لتسلسلات موت Dean المختلفة من خلال الاستفادة من نموذج Ackles ثلاثي الأبعاد الذي تم إنشاؤه بواسطة الكمبيوتر. بسبب النغمة الخفيفة للحلقة، لم يكونوا خائفين من جعل التأثيرات سخيفة، مثل إظهار الهيكل العظمي لعميد عند صعقه بالكهرباء.

## استقبال
كان أداء خارق للطبيعة جيدًا مع المشاهدين الذين تتراوح أعمارهم بين 18 و 49 عامًا. في هذه الفئة، احتلت المرتبة الثامنة من بين جميع المسلسلات العائدة التي تبثها شبكة رئيسية. بشكل عام، احتلت المرتبة رقم 187 بالنسبة إلى موقع عروض شبكات أوقات الذروة الأخرى. على الرغم من أن متوسط عدد المشاهدين 2.74 مليون أمريكي،  تلقى البرنامج انتعاشًا مبكرًا لموسمه الرابع.
كان الاستقبال النقدي للموسم مختلطًا بشكل عام. أبلغ موقع مجمع التعليقات روتن توميتوز عن معدل موافقة بنسبة 88 ٪ بمتوسط درجات 6.09 / 10، بناءً على 8 مراجعات.
شعر Tim Janson من Mania بأن الموسم يتحرك «بوتيرة فائقة»، واصفًا تجربة المشاهدة بأنها «على درب مسرع متهورًا إلى المجهول». بمنح الموسم درجة "A"، أشاد بالكتاب لتجنب أن يصبحوا «أحاديي البعد» حتى بعد تقديم الكثير من الأشرار الشيطانيين، وأضاف أيضًا أنهم «قاموا بعمل جيد» في تضمين الحلقات المنغلقة على أنفسهم على الرغم من إضراب الكتاب. لم توافق ديانا ستينبيرجن من آي جي إن إلى حد ما، ومنحت الموسم درجة 8.4 من 10. على الرغم من أنها تتمتع عمومًا بأقواس القصة الطويلة، إلا أن ستينبيرجين شعرت أن مهلة دين تشير للمشاهدين إلى أن خط الحبكة لن يتم حله حتى نهاية الموسم. مع هذه العقلية، فإن الحلقات الوسطى «تشعر وكأنها تسير في الماء». وجدت أن العرض الأول للموسم «ممل جدًا»، لكنها وصفت "Jus in Bello" بأنها «واحدة من أفضل حلقات العام، وربما حتى من العرض نفسه»، لأنها تبدأ بإعداد «معركة ملحمية» ولكن لا يزال «يركز على المستوى الشخصي لأصحاب وينشستر والأشخاص من حولهم». كما تم الإشادة بنمو شخصية الأخوين، مثل استكشاف سام لجانبه المظلم. نظرًا لأن دين يتم تصويره عادةً على أنه «مظهر خارجي قوي ومليء بالشجاعة»، فقد أحببت أن ترى أكليس «يتعمق أكثر» خلال العديد من «المحادثات الجادة» لشخصيته مع سام. تم الترحيب بعودة «الشخصيات الثانوية المحبوبة» للعميل هنريكسون من تشارلز مالك ويتفيلد وبوبي سينجر الممثل جيم بيفر. بينما كان هناك «عدد من الحلقات الجيدة»، أشارت مورين رايان من شيكاغو تريبيون إلى «عدد قليل من الحلقات الصريحة» مثل "Red Sky at Morning". مع عدم وجود «مفهوم أو موضوع موحد مقنع» - وجدت رايان أن الشياطين تمثل دائمًا تهديدًا وشعرت أن صفقة دين لم تحمل «نفس الوزن» كما فعلت الأقواس اللاحقة - افترضت أن الموسم الثالث «لم يكن أفضل ساعة في العرض». بدمج تأثيرات الإضراب مع محاولات The CW للتدخل، اعتبرت الموسم «صاخبًا من المواسم 2 أو 4». انتقدت جولي بايل من ' Alpha الإضاءة الأكثر إشراقًا للموسم، واصفة إياه بـ «خارق للعادة لايت». كان لدى المشجعين أيضًا مشاعر مختلطة لهذا الموسم. تضمنت الشكاوى الشائعة، مقارنة بالموسمين الأولين، انخفاض موسيقى الروك و «الحدة» و «الحوار السريع».
فيما يتعلق بتقديم روبي وبيلا، كان للنقاد عمومًا آراء سلبية. كان ستينبيرجين يأمل في أن المزيد من الشخصيات النسائية «ستجعل الأمور ممتعة»، لكنها وجدت في النهاية أنها «شخصيات ضائعة» كانت «غير مرغوب فيها ومتلاعب بها» و «عادة ما تجعل أبطالنا يبدون أغبياء». بينما اعتبرت بايل كوهان ممثلة «موهوبة تمامًا»، أشارت إلى أن الشخصية «تشعر بأنها مجبرة في كل حلقة». بحلول منتصف الموسم، كانت ردود فعل المعجبين تجاه بيلا وروبي سلبية أيضًا. وصفها الكثيرون بأنهم شخصيات «مكتوبة بشكل سيئ وسيئ التصرف» تنتقص من علاقة الأخوة بين عائلة الونشيستر، على الرغم من أن البعض اعتبر النساء «مثيرات للاهتمام».
حصد العمل في حلقة "Jus in Bello" محرري الصوت  ترشيحًا لجائزة Emmy في فئة "Outstanding Sound Editing For A Series"،  بينما حصل "Ghostfacers" على ترشيح لجائزة GLAAD Media في الفئة من «الحلقة الفردية المعلقة (في سلسلة بدون شخصية LGBT عادية)».

## بيان وسائل الإعلام الرئيسية
تم إصدار الموسم الثالث كصندوق أقراص دي في دي من خمسة أقراص المنطقة 1 تم تعيينه في الولايات المتحدة في 2 سبتمبر 2008،  قبل شهر من العرض الأول للموسم الرابع. بما في ذلك جميع حلقات الموسم الثالث البالغ عددها 16 حلقة ، فقد تضمنت المجموعة أيضًا إضافات DVD مثل الأخطاء المحرجة ، ومناقشات الحلقة من قِبل الكتاب ، وميزة عن التأثيرات المختلفة المستخدمة في العرض ، ونسخة رقمية من الموسم. المجموعة كانت في المرتبة رقم. 6 في مبيعات DVD لأسبوع إطلاقه ، بيع 104,979 وحدات مقابل 4,093,131 دولار. انزلق إلى. 18 في الأسبوع التالي بـ 35593 وحدات بسعر 1,387,771 دولار. على الرغم من زيادة المبيعات في الأسبوع الثالث - 40,034 وحدات مقابل 1,560,926 دولارًا - انخفضت المجموعة إلى . 19،  وتم تصفيته من قائمة أفضل 30 بحلول الأسبوع الرابع. تم إصدار الموسم أيضًا في المنطقة 2 في 25 أغسطس 2008،  وفي المنطقة 4 في 30 سبتمبر 2008. تم إصدار مجموعة أقراص Blu-ray ثلاثية الأقراص خالية من المنطقة لاحقًا في 11 نوفمبر 2008.